# Hennessy

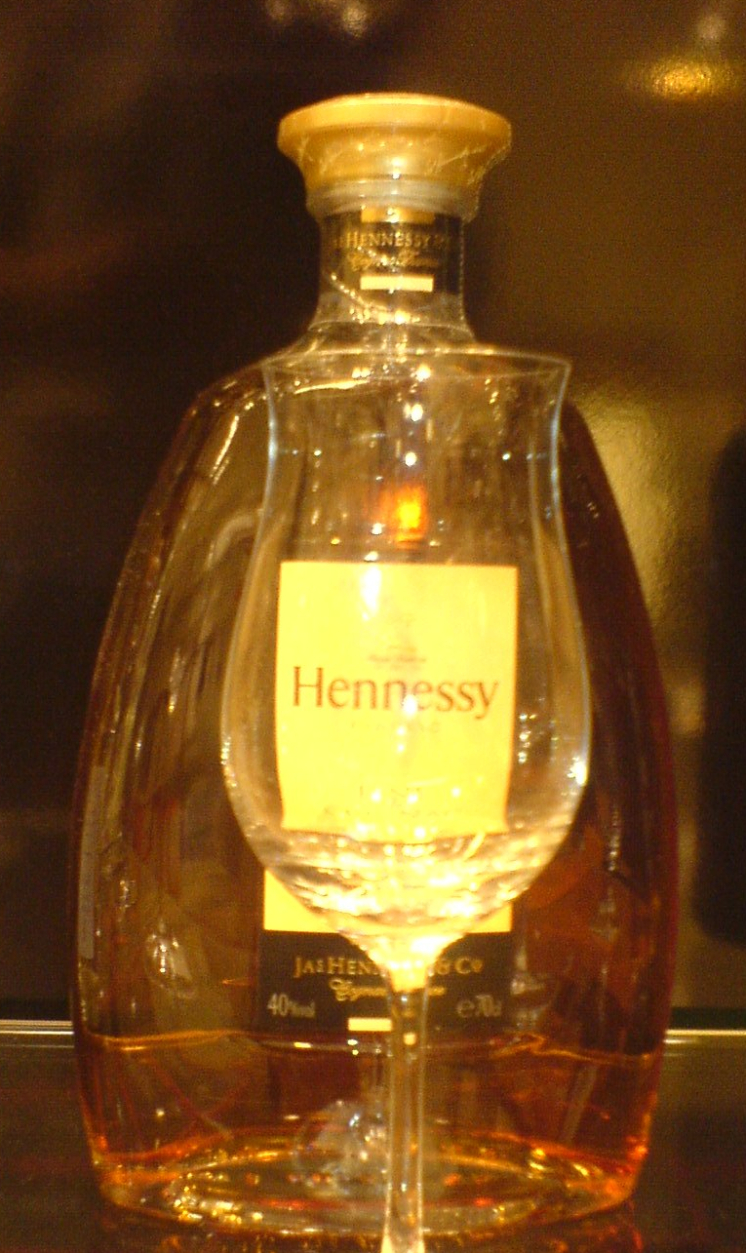
Botella de coñac Hennessy.

Hennessy es uno de los fabricantes más antiguos y famosos de coñac. La compañía se fundó cuando el irlandés Richard Hennessy, que había sido un mercenario para el rey Luis XV, fue compensado con tierras en el pueblo de Cognac en Francia en 1765. Richard montó un negocio comercial, inicialmente enviando licor a sus amigos y parientes en Irlanda. Su hijo, James Hennessy, amplió el negocio para incluir la producción de coñac. Renombraron el negocio James (o Jacques) Hennessy & Co., el nombre que la compañía retiene hoy. Las sucesivas generaciones de Hennessy han dirigido la compañía (ahora es la octava generación). Sin embargo la propiedad ha cambiado a lo largo de los años. En 1971 Hennessy se fusionó con Moët & Chandon. Entonces en 1987 el grupo de bebidas se fusionó con la firma de alta costura Louis Vuitton para crear lo que ahora es el negocio de bienes de lujo más grande del mundo: LVMH.
Hennessy actualmente vende unas tres millones de cajas de coñac cada año. Las innovaciones recientes incluyen la tentativa de ampliar el atractivo de la bebida más allá de su consumo tradicional. Por ejemplo, la compañía ha introducido productos nuevos, como «Pure White» y «Fine de Cognac». También, han sido introducidas en el mercado nuevas recetas de cóctel, como el combinado de Hennessy con la bebida energética Red Bull para formar «Crunk juice», un cóctel popularizado por artistas musicales como Lil Jon y Ying Yang Twins.[cita requerida]
También la bebida fue popularizada por el legendario rapero fallecido 2pac.

## Premio Hennessy de Periodismo Literario
El Prix Hennessy du Journalisme Littéraire distingue cada año a un periodista por su trabajo de divulgación y crítica literaria en la prensa francesa, a través de críticas, crónicas, encuestas y reportajes. Un jurado de profesionales premia la rectitud en el análisis, la calidad de los escritos y el modo en que suscita la curiosidad por la literatura. El premio, dotado con 7000 € en metálico, rinde un merecido homenaje a la labor del periodista literario, su independencia de espíritu y a la capacidad de descubrirle a los lectores donde se encuentra la literatura de calidad y los verdaderos talentos emergentes.[cita requerida]